# Kenya ved sommer-OL 2024
Kenya deltog i sommer-OL 2024 i Paris, Frankrig i perioden 26. juli til 11. august 2024.
Kenya kom på 17. plads i medaljestatistikken.

## Medaljer
| 2024 Paris | Guld | Sølv | Bronze | Total |
| Kenya      | 4    | 2    | 5      | 11    |

### Medaljevinderne
| Kenya under sommer-OL 2024 i Paris | Kenya under sommer-OL 2024 i Paris | Kenya under sommer-OL 2024 i Paris | Kenya under sommer-OL 2024 i Paris | Kenya under sommer-OL 2024 i Paris |
| Medalje                            | Navn                               | Sport                              | Event                              | Dato                               |
| ---------------------------------- | ---------------------------------- | ---------------------------------- | ---------------------------------- | ---------------------------------- |
| Guld                               | Beatrice Chebet                    | Atletik                            | Damernes 5000 m                    | 5. august                          |
| Guld                               | Beatrice Chebet                    | Atletik                            | Damernes 10000 m                   | 9. august                          |
| Guld                               | Emmanuel Wanyonyi                  | Atletik                            | Herrernes 800 m                    | 10. august                         |
| Guld                               | Faith Kipyegon                     | Atletik                            | Damernes 1500 m                    | 10. august                         |
| Sølv                               | Faith Kipyegon                     | Atletik                            | Damernes 5000 m                    | 5. august                          |
| Sølv                               | Ronald Kwemoi                      | Atletik                            | Mændenes 5000 m                    | 10. august                         |
| Bronze                             | Mary Moraa                         | Atletik                            | Damernes 800 m                     | 5. august                          |
| Bronze                             | Faith Cherotich                    | Atletik                            | Damernes 3000 m forhindringsløb    | 6. august                          |
| Bronze                             | Abraham Kibiwot                    | Atletik                            | Herrernes 3000 m forhindringsløb   | 7. august                          |
| Bronze                             | Benson Kipruto                     | Atletik                            | Herrernes marathon                 | 10. august                         |
| Bronze                             | Hellen Obiri                       | Atletik                            | Damernes maraton                   | 11. august                         |

Kipyegon blev oprindeligt diskvalificeret fra kvindernes 5000 m, men blev genindsat efter en appel.